# Harry Ferguson
Henry George „Harry” Ferguson (ur. 4 listopada 1884 w Growell, zm. 25 października 1960 w Gloucestershire) – irlandzki inżynier i wynalazca, który przyczynił się do rozwoju ciągnika rolniczego oraz budowy pierwszego samochodu Formuły 1 z napędem na cztery koła – Fergusona P99. Był również pierwszym Irlandczykiem, który zbudował i latał własnym jednopłatem.

## Życiorys
Harry Ferguson urodził się w Growell w hrabstwie Down w Irlandii Północnej (ówcześnie Zjednoczone Królestwo Wielkiej Brytanii i Irlandii) jako syn farmera.
31 grudnia 1909 roku został pierwszym Irlandczykiem, który wzbił się w powietrze na swojej budowy jednopłacie. Maszyna przeleciała na odległość 130 jardów (ok. 119 m) na średniej wysokości 9–12 stóp (ok. 2,7–3,6 m).
W 1911 roku założył przedsiębiorstwo May Street Motors, które zajmowało się sprzedażą samochodów i traktorów. W tym czasie Ferguson zaprojektował i zbudował nowy rodzaj pługa, który zrewolucjonizował ówczesne rolnictwo. W tym okresie rozpoczął też produkcję własnych traktorów, a trzy lata później połączył siły z Henrym Fordem. W 1928 roku zaprojektował i opatentował trzypunktowy zaczep na tylne koła ciągników. Zaczep ten stał się kluczowym elementem późniejszych konstrukcji ciągników na całym świecie.
W założonej na początku lat 50. XX wieku firmie Ferguson Research, stworzył samochód pod nazwą R5, którego cechował nowy rodzaj napędu na cztery koła. Samochód ten posiadał również innowacyjne na swój okres rozwiązania takie jak: elektryczne szyby, antypoślizgowe hamulce tarczowe oraz nadwodzie typu hatchback. Zainteresowanie Fergusona sportem motorowym oraz chęcią ulepszenia bezpieczeństwa na drodze pozwoliło mu też zaprojektować pierwszy samochód wyścigowy z napędem na cztery koła – Ferguson P99. Był to również pierwszy samochód o takim napędzie, który w 1961 roku startował w wyścigu Formuły 1.

## Upamiętnienie
Na jego cześć w Harry Ferguson Memorial Garden w jego rodzinnym mieście postawiono rzeźbę przedstawiającą sylwetkę wynalazcy.
W Belfaście na budynku Ulster Bank znajduje się poświęcona mu tablica pamiątkowa, w Newcastle zaś dla uczczenia jego lotu samolotem wzniesiono granitowy pomnik. W Muzeum Transportu w Cultra (dzielnica Belfastu) znajdują się pełnowymiarowe repliki jego jednopłatu, jednego z traktorów oraz pługa.
Zdjęcie Fergusona figuruje na banknocie o nominale 20 funtów wydanym przez Northern Bank.